# 殺戮部隊
《殺戮部隊》（英語：The Kill Team）是丹·克劳斯執導和編劇的2019年戰爭劇情片，改編自麥萬德區謀殺案，克劳斯2013年的同名紀錄片也探討此案。影片由亞歷山大·斯卡斯加德、納特·沃爾夫、羅博·莫洛、亚当·朗、乔纳森·怀特赛尔、布萊恩·馬爾克、奥赛·伊克希尔和安娜·弗兰科利尼主演，講述年輕美國陸軍新兵（沃爾夫飾演）在上級迪克斯（史柯斯嘉飾演）的領導的排將參與謀殺阿富汗平民時，與他的道德觀發生衝突。
電影於2019年4月27日在翠貝卡影展舉行全球首映，並於10月25日由A24在院線和串流平台發行。

## 製作
2016年10月，官方宣布納特·沃爾夫和亞歷山大·斯卡斯加德加入演員陣容，而丹·克劳斯執導自己創作的劇本。廟山娛樂旗下的馬蒂·鮑文和威克·戈弗雷負責製片。2017年9月，羅博·莫洛進入劇組。兩個月後，亚当·朗、乔纳森·怀特赛尔和布萊恩·馬爾克被宣布會出演電影。
拍攝地點是加那利群岛的富埃特文图拉岛。

## 發行
2018年11月，A24取得電影的發行權。影片於2019年4月27日在翠貝卡影展舉行全球首映，並於10月25日上映。

## 反響

### 票房
截至2020年12月17日，《殺戮部隊》在全球入帳415,772美元。

## 外部連結
- 官方网站
- 互联网电影数据库（IMDb）上《殺戮部隊》的资料（英文）
- AllMovie上《殺戮部隊》的资料（英文）
- Box Office Mojo上《殺戮部隊》的資料（英文）